# Kurt Faber

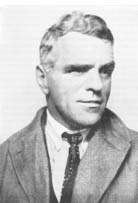
Kurt Faber

Kurt Faber (* 6. Dezember 1883 in Mülhausen, Elsass; † Winter 1929 am Großen Sklavensee, Kanada) war ein deutscher Abenteurer, Journalist und Reiseschriftsteller.

## Leben
Kurt Faber erblickte in Mülhausen im Elsass als Sohn des in Kaiserslautern gebürtigen Altphilologen und Schriftstellers Karl Wilhelm Faber (1842–1903) und dessen Ehefrau Karoline geb. Sauerbrunn (1857–1929), der Schwester des Tuchfabrikanten Jakob Sauerbrunn aus Lambrecht in der Pfalz, das Licht der Welt. Er brach 19-jährig noch vor dem Abitur den Schulbesuch ab. Er hatte zwar eine Buchhändlerlehre begonnen, die er jedoch ebenfalls aufgab, um stattdessen auf Reisen zu gehen. 1901 begab er sich über Frankreich nach New York. Er lebte von den Einnahmen aus Gelegenheitsarbeiten an den jeweiligen Orten und arbeitete teilweise unter großen Entbehrungen als Seemann, Baumwollpflücker, Bäcker, Minenarbeiter und Krankenpfleger. Zeitweilig fuhr er als Hobo illegal auf Zügen in den Vereinigten Staaten mit und wurde als Tramp inhaftiert.
Als blinder Passagier reiste er mit der transkontinentalen Eisenbahn nach San Francisco und heuerte hier 1902 auf dem Walfänger Bowhead an, auf dem er drei Jahre unter großen Strapazen arbeitete. Ein Fluchtversuch von der Bowhead wurde zunächst mit Waffengewalt verhindert. Die Bowhead fror mehrere Winter im Eis bei der Herschelinsel im Nordmeer ein. Von dort aus gelangte er im Zuge einer abenteuerlichen Flucht als erster Europäer mit Hilfe von Eskimos nach mehreren tausend Kilometern Fußmarsch nach Edmonton und Vancouver.
Über Australien, Sumatra, Aden und Marseille kam er wieder nach Deutschland, wo er Diplomhandelslehrer wurde. Von 1910 bis 1912 unternahm er seine zweite große Reise. Sie führte ihn nach Südamerika, das er in allen Richtungen durchzog. Über die chilenischen Häfen und die angrenzenden Salpeterwüsten berichtete er, sie „waren überlaufen mit durchgebrannten Seeleuten. In 90 Fällen von hundert waren es Deutsche“. Er heuerte auf dem Segler Selena an und umrundete Kap Hoorn.
Nun kehrte er wieder in seine Heimat zurück – Mutter und Sohn verlegten 1913 ihren Wohnsitz nach Lambrecht – und holte das Abitur nach. Über seine Reisen schrieb er Beiträge in deutschen Zeitungen und veröffentlichte sie außerdem ab 1916 in Buchform. Faber studierte Politikwissenschaften in Tübingen und promovierte 1919 zum Dr. rer. pol. Nach seinem Studium setzte er seine Reisen weiter fort und wurde ständiger Zeitungskorrespondent des Berliner Lokal-Anzeigers. Dort und in anderen Blättern berichtete er über seine Reisen, kurz darauf erschienen auch diese Berichte in Buchform.
Zum 16. Januar 1926 trat Faber der NSDAP bei (Mitgliedsnummer 28.473). „Unvergeßlich“ sei er vor allem jenen geblieben, „mit denen er die nationalsozialistische Bewegung in der Pfalz aufbaute. Immer wenn er von seinen Reisen heimkehrte“, so heißt es, „galt alle Arbeit dem Einsatz für die Partei.“ Nach dem Gaukulturwart des Saar-Pfalz-Gaus Kurt Kölsch sei Faber nicht nur als „alter Nationalsozialist“, sondern auch als „Soldat im braunen Hemd“, demnach als SA-Mann „über das Schriftstellerische hinaus im Politischen“ ein Beispiel geworden. Tatsächlich trat Faber spätestens im Januar 1926 bei NSDAP-Veranstaltungen als Vortragsredner in Erscheinung, wobei er offensichtlich auch in Saalschlägereien verwickelt wurde. In einem Nachruf vom März 1930 heißt es ausdrücklich, Faber sei in der Pfalz „besonders durch sein Auftreten bei den Nationalsozialisten bekannt“ gewesen. Der „kämpferische Nationalsozialist“ habe es sich einer Pressenachricht von 1933 zufolge nicht nehmen lassen wollen, „den Nürnberger Parteitag im August 1929 mitzuerleben“; die dadurch eingetretene Verzögerung seiner letzten Reise „in die Eiswüsten Nordkanada[s]“ um vier Wochen sei damit „unmittelbar der Anlaß zu seinem tragischen Tode“ geworden. Und in der Tat findet sich Faber erst am 16. August 1929, also knapp zwei Wochen nach Ende des Parteitags, auf der Passagierliste des Dampfers „St. Louis“, mit dem der „Schriftsteller“ mit Herkunft „Pfalz“ und endgültigem Reiseziel „Toronto“ von Hamburg aus nach New York reiste.
Faber starb nach einem Kälteeinbruch am Großen Sklavensee in Nordkanada im Alter von 46 Jahren durch Erfrieren. Eine Streife der Royal Canadian Mounted Police barg den von Tieren zerfleischten Leichnam des seit Längerem vermissten Abenteurers, den vier Indianer auf Elchjagd am 28. Februar 1930 in über 15 Meilen Entfernung von dem – an einem gleichnamigen Fluss gelegenen – Ort Hay River entdeckt hatten. Fabers sterbliche Überreste wurden auf dem Friedhof der genannten Siedlung beigesetzt.
Mehrere seiner Bücher wurden von Walther Faber, der 1937 mit einem Bericht über seinen „im Schneesturm am Großen Sklavensee“ gestorbenen Bruder in den Rundfunk kam, postum herausgegeben. Fabers schriftlicher Nachlass wird in der Pfälzischen Landesbibliothek Speyer verwahrt.

## Ehrungen
- 1933 (oder früher): Benennung des „nationalsozialistischen Verkehrs- und Versammlungshauses“ in Neustadt an der Haardt nach „dem tapferen nationalsozialistischen Vorkämpfer“ als Kurt-Faber-Haus.[9]
- 2. April 1933: Umbenennung der Friedrich-Ebert-Brücke in Kurt-Faber-Brücke (heute wieder Friedrich-Ebert-Brücke) über den Speyerbach in Lambrecht.[9]
- 1935: Benennung eines NS-Kulturpreises, des von 1935 an vergebenen „Dichterpreis(es) der Westmark“, als Kurt-Faber-Preis.[15]

## Werke
- Unter Eskimos und Walfischfängern. Eismeerfahrten eines jungen Deutschen. Stuttgart: Robert Lutz. ca. 1916
- Dem Glücke nach durch Südamerika. Erinnerungen eines Ruhelosen. Stuttgart: Robert Lutz 1919
- Aussenhandel und Zahlungsbilanz Argentiniens unter dem Einfluss des Krieges, Hochschulschrift, Tübingen, Universität, Dissertation, 1923
- Rund um die Erde. Irrfahrten und Abenteuer eines Greenhorns. Ludwigshafen: H. Lhotzky 1924
- Tage und Nächte in Urwald und Sierra. Peru, Bolivien, Brasilien. Stuttgart: R. Lutz 1926
- Mit dem Rucksack nach Indien. Berlin: Büchergilde Gutenberg 1927
- Die Seelenverkäufer. Eine Abenteurergeschichte. Berlin: Scherl 1927
- Tausend und ein Abenteuer. Ein neues Wanderbuch. Tübingen: R. Wunderlich 1929
- Weltwanderers letzte Fahrten und Abenteuer. Baltikum, Balkan, Südsee, Japan, Korea, China, Sibirien, Moskau, Palästina, Syrien, Kanada. Mit einem Anhang. Hrsg. v. Walter Faber, Stuttgart: Robert Lutz 1930
- Das Gold am Krähenfluß. Abenteuer aus Alaska und weitere drei Erzählungen. Stuttgart: Thienemann 1931
- Im wildesten Patagonien. Abenteuerliche Reiseerlebnisse des Weltwanderers Kurt Fabers im südlichsten Südamerika. Stuttgart: Thienemann 1932
- Mit dem Rucksack durch Persien. (Auszug aus Mit dem Rucksack nach Indien) (Dt. Jugendbücherei 407) Berlin: Hillger 1932
- Als Schiffsjunge im Eismeer. Abenteuer eines deutschen Jungen auf einem Walfischfänger. (Auszug aus Unter Eskimos und Walfischfängern) (Bunte Bücher 232) Reutlingen: Enßlin u. Laiblin 1933
- Abenteuerliche Reise durch dunkelstes Afrika. Der nationale Aufbau 1936
- Der göttliche Vagabund. Ausw. a. d. Werken d. Weltwanderers. Hrsg. v. Walter Faber Dt. Volksbücher 1936
- Ewig auf Wanderschaft. Abenteuer in Nord- und Südamerika. Leipzig: Der nationale Aufbau 1939
- Als Landstreicher durch Australien. Erlebnisse eines Deutschen unter Landstreichern und Schafscherern. Reutlingen: Enßlin u. Laiblin 1943